# Mathilde de Waldeck-Pyrmont
Pour les articles homonymes, voir Waldeck.
La princesse Mathilde de Waldeck-Pyrmont, (allemand : Mathilde Prinzessin zu Waldeck und Pyrmont; 10 avril 1801 – 13 avril 1825) est membre de la Maison de Waldeck et Pyrmont et de la Maison de Wurtemberg par son mariage avec Eugène de Wurtemberg.

## Biographie
Mathilde est née à Rhoden, dans la principauté de Waldeck-Pyrmont et est la quatrième fille et le dixième enfant de Georges Ier de Waldeck-Pyrmont et de sa première épouse la princesse Auguste de Schwarzbourg-Sondershausen.
Le 21 janvier 1817, à Arolsen, elle épouse le duc Eugène de Wurtemberg (1788-1857), fils d'Eugène-Frédéric de Wurtemberg et de la princesse Louise de Stolberg-Gedern (1764-1828). Ils ont trois enfants :
- Marie de Wurtemberg (25 mars 1818 - 10 avril 1888), mariée en 1845 à Charles II de Hesse-Philippsthal.
- Eugène-Guillaume de Wurtemberg (25 décembre 1820 - 8 janvier 1875), marié en 1843 à la princesse Mathilde de Schaumbourg-Lippe.
- Guillaume-Alexandre de Wurtemberg (13 avril 1825 - 15 avril 1825)

La princesse Mathilde est morte au cours de sa troisième grossesse. En 1827, Eugène se remarie avec Hélène de Hohenlohe-Langenbourg avec qui il a quatre autres enfants.